# Berta (Volk)

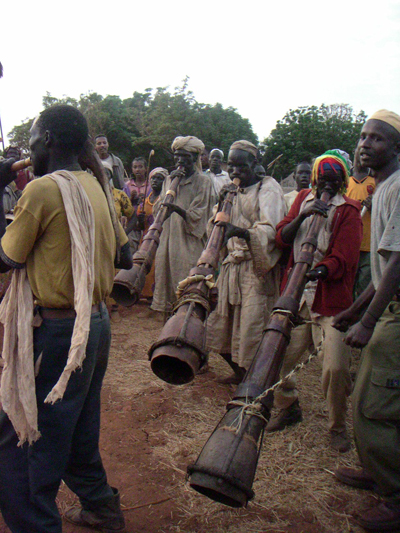
Waza-Trompetenorchester der Berta während einer Hochzeitszeremonie

Die Berta oder Bertha sind eine derzeit etwa 200.000 Menschen umfassende ethnische Gruppe, die entlang der Grenze zwischen Sudan und Äthiopien lebt. Sie sprechen Berta, eine nilo-saharanische Sprache, die nicht näher mit den ebenfalls nilo-saharanischen Komuz-Sprachen ihrer Nachbarvölker – der Gumuz und Uduk – verwandt ist. In Äthiopien wurden bei der Volkszählung 2007 183.259 Menschen als Berta registriert.

## Geschichte
Die Ursprünge der Berta liegen im Osten des Sudan im Gebiet des Sultanats von Sannar (1521–1804). Während des 16. oder 17. Jahrhunderts wanderten die Berta nach Westäthiopien ins Gebiet des heutigen Benishangul-Gumuz. Benishangul ist eine arabisierte Form des ursprünglichen Bela Shangul, was „Fels von Shangul“ bedeutet. Gemeint ist damit ein heiliger Fels in einem Berg im Woreda Menge, einem der Orte, an dem die Berta nach ihrer Ankunft in Äthiopien ursprünglich siedelten.
Ihre Ankunft in Äthiopien wurde von einem schweren Gebietskonflikt zwischen einzelnen Berta-Gruppen begleitet. Aus diesem Grund und zum Schutz vor Sklavenjägern aus dem Gebiet des Sudan entschieden sich die Berta, ihre Siedlungen in den von Natur aus geschützteren Lagen wie Hügel- und Bergland inmitten von aufragenden Felsen zu errichten. Aufgrund dieser Topographie wurden Gebäude über Felsspalten gebaut. Der deutsche Reisende Ernst Marno beschrieb diese Berta-Architektur und Siedlungen in seinen Reisen im Gebiete des Blauen und Weissen Nil (Wien 1874). Die Berta von Benishangul wurden 1896 in Äthiopien eingegliedert.
Nach Konflikten und Aufständen während des 20. Jahrhunderts zogen die Berta in jene Täler, die sie heute bewohnen. Während des 19. Jahrhunderts war Benishangul in verschiedene Scheichtümer geteilt (Fadasi, Komosha, Gizen, Asosa). Das mächtigste wurde gegen Ende des Jahrhunderts von Sheikh Khoyele beherrscht.

## Kultur

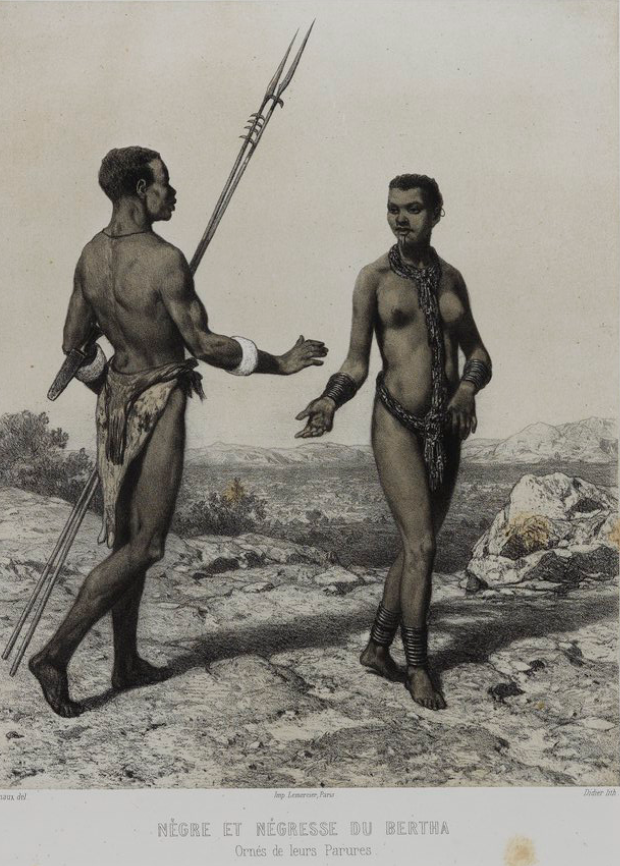
Mann und Frau der Berta. Lithografie in Pierre Trémaux, Voyage en Éthiopie, au Soudan Oriental et dans la Nigritie, 1862

Nach einigen Jahrhunderten arabisch-sudanesischen Einflusses sprechen die Berta fließend Arabisch, die meisten sind Muslime, einige sind christlich. Die Nachkommen aus Mischehen mit arabischen Händlern werden Watawit genannt, nach der lokalen Bezeichnung von Fledermäusen, womit die Mischung verschiedener Gruppen gemeint ist. Dennoch pflegen sie weiterhin traditionelle Bräuche, die denen ihrer nilo-saharanischen Nachbarn ähneln, zum Beispiel das Neri-Ritual, das heilende und weissagende Kräfte hervorrufen soll. Es gibt Rituale, in denen böse Geister (Shuman) beschworen werden, und Regenmacherzeremonien.
Die Hochzeitsmusik wird von Männern mit großen Kalebassen-Trompeten waza gespielt, von denen jede  nur einen Ton produziert. Die Braut kommt zur Hochzeit auf einem Esel, einen Wurfstock (bang) in der Hand tragend. Nach der Hochzeit hat der Bräutigam eine Hütte zu bauen und mindestens ein Jahr im Dorf der Braut zu leben und das Land des Schwiegervaters zu bebauen. Scheidungen werden akzeptiert. Die Berta verzieren ihre Gesichter mit Skarifizierungen, üblicherweise sind es drei vertikale Linien auf jeder Wange, die sie als Symbole Gottes betrachten (jede Linie wird als Alif gedeutet, der Anfangsbuchstabe von Allah).
Neben dem waza-Trompetenensemble spielen die Berta das bol-negero-Ensemble aus 19 am unteren Ende geschlossenen Längsflöten (bol) und einer Kesseltrommel (negero, namensverwandt mit der negarit im äthiopischen Hochland). Ein anderes Set von mehreren Eintonflöten, die wie das embilta-Ensemble im Hochland im Zusammenspiel eine Melodie erzeugen, ist das abbi-birare-Ensemble aus 9 Bambusflöten.
Die Berta betreiben Brandrodung. Ihr Hauptnahrungsmittel ist Hirse, aus der sie Brei in keramischen Gefäßen zubereiten und auch Bier brauen. Das Hirsebier (vgl. Merisa) wird in großen keramischen Behältern namens awar und is'u gebraut. Arbeitstrupps spielen eine wichtige Rolle in ihrer Gesellschaft. Baut jemand ein Haus oder bestellt ein Feld, so helfen ihm seine Nachbarn und erhalten dafür Essen und Bier.